# 충청북도의 고등학교 목록
다음 목록은 충청북도에 있는 고등학교 목록이다.

## 가
광혜원고등학교 ·  괴산고등학교 ·  국원고등학교 ·  금천고등학교

## 다
단양고등학교 ·  대금고등학교 ·  대성여자상업고등학교 ·  동성고등학교

## 마
매괴고등학교

## 바
보은고등학교 ·  보은여자고등학교 ·  봉명고등학교

## 사
산남고등학교 ·  상당고등학교 ·  서원고등학교 ·  서전고등학교 ·  세광고등학교 ·  세명고등학교

## 아
양업고등학교 ·  양청고등학교 ·  영동고등학교 ·  영동미래고등학교 ·  영동산업과학고등학교 ·  오송고등학교 ·  오창고등학교 ·  옥천고등학교 ·  운호고등학교 ·  음성고등학교 ·  일신여자고등학교

## 자
제천고등학교 ·  제천디지털전자고등학교 ·  제천산업고등학교 ·  제천상업고등학교 ·  제천여자고등학교 ·  제천제일고등학교 ·  주성고등학교 ·  중앙탑고등학교 ·  증평공업고등학교 ·  진천고등학교 ·  진천상업고등학교

## 차
청산고등학교 ·  청석고등학교 ·  청원고등학교 ·  청주고등학교 ·  청주공업고등학교 ·  청주농업고등학교 ·  청주대성고등학교 ·  청주신흥고등학교 ·  청주여자고등학교 ·  청주여자상업고등학교 ·  청주외국어고등학교 ·  청주중앙여자고등학교 ·  청주하이텍고등학교 ·  청주IT고등학교 ·  충북고등학교 ·  충북공업고등학교 ·  충북과학고등학교 ·  충북대학교 사범대학 부설고등학교 ·  충북반도체고등학교 ·  충북비즈니스고등학교 ·  충북산업과학고등학교 ·  충북상업정보고등학교 ·  충북생명산업고등학교 ·  충북에너지고등학교 ·  충북여자고등학교 ·  충북예술고등학교 ·  충북체육고등학교 ·  충원고등학교 ·  충주고등학교 ·  충주공업고등학교 ·  충주대원고등학교 ·  충주상업고등학교 ·  충주여자고등학교 ·  충주예성여자고등학교 ·  충주중산고등학교 · 

## 하
학산고등학교 ·  한국교원대학교 부설고등학교 ·  한국바이오마이스터고등학교 ·  한국호텔관광고등학교 ·  한림디자인고등학교 ·  형석고등학교 ·  황간고등학교 ·  흥덕고등학교